# Juan Francisco Morales Quirós
Juan Francisco Morales Quirós es un botánico costarricense. Ha publicado mas de 280 articulos en revistas seriadas, posee más de doscientas nuevas especies, a partir de identificaciones y clasificaciones de especímenes vegetales de las familias de Apocynaceae (contribuyendo al conocimiento de este grupo a nivel continental), Bromeliaceae, Myrsinaceae. Es un autoridad reconocida en la Taxonomia y Sistematica de las Apocynaceae Neotropicales, con las cuales trabaja activamente
Se formó como ingeniero forestal, graduándose en 1993. Durante 1991 y 1992 trabajó en el Herbario Nacional de Costa Rica (CR) y desde 1993 hasta 2013, trabajó en el Departamento de Botánica del Instituto Nacional de Biodiversidad (INBio). Fue curador de plantas vasculares del Herbario del INBio (INB); y responsable de la publicación de más de doscientos artículos científicos, editor de varios libros y guías de campo sobre oquideas y bromelias. Morales fue el autor principal de "Manual de Plantas de Costa Rica" del proyecto, para lo cual varios volúmenes habían sido publicados antes de 2005. Ha hecho trabajo de campo en El Salvador, Nicaragua, Panamá, Colombia, Perú, Brasil y Bolivia y también impartió diversos cursos de botánica y sistemática en el extranjero. En 2002, se convirtió en médico de cirugía oral. Completo su Maestría en Gestión Ambiental de la Universidad Autónoma de Monterrey en el 2012 y su Doctorado de la Universidad de Bayreuth, Alemania en el 2017. Actualmente es el Curador/director del Herbario Nacional de Trinidad & Tobago y Senior Lecturer en Plant Sciences en la University of the West Indies, Trinidad adn Tobago
Publications
Books
1.	Morales, J. F. 1999. Bromelias de Costa Rica/Bromeliads of Costa Rica. Editorial Instituto Nacional de Biodiversidad (INBio). Santo Domingo de Heredia, Costa Rica. 180 pp.
2.	Morales, J. F. 2000. Orquídeas, Cactus y Bromelias del Bosque seco/Orchids, cacti, and Bromeliads from the Dry Forest. Editorial Instituto Nacional de Biodiversidad (INBio). Santo Domingo de Heredia, Costa Rica. 164 pp.
3.	Morales, J. F. 2000. Bromelias de Costa Rica/Bromeliads of Costa Rica. Segunda edición. Editorial Instituto Nacional de Biodiversidad (INBio). Santo Domingo de Heredia, Costa Rica. 180 pp.
4.	Morales, J. F. 2005. Orquídeas, Cactus y Bromelias del Bosque seco/Orchids, cacti, and Bromeliads from the Dry Forest. Segunda edición. Editorial Instituto Nacional de Biodiversidad (INBio). Santo Domingo de Heredia, Costa Rica. 184 pp.
5.	Morales, J. F. 2005. Orquídeas de Costa Rica/Orchids of Costa Rica. Vol. I. Editorial Instituto Nacional de Biodiversidad (INBio). Santo Domingo de Heredia, Costa Rica. 182 pp.
6.	Morales, J. F. 2005. Orquídeas de Costa Rica/Orchids of Costa Rica. Vol. II. Editorial Instituto Nacional de Biodiversidad (INBio). Santo Domingo de Heredia, Costa Rica. 168 pp.
7.	Morales, J. F. 2009, Orquídeas de Costa Rica/Orchids of Costa Rica. Vol. III. Editorial Instituto Nacional de Biodiversidad (INBio). Santo Domingo de Heredia, Costa Rica. 174 pp.
8.	Morales, J. F. 2009, Orquídeas de Costa Rica/Orchids of Costa Rica. Vol. IV. Editorial Instituto Nacional de Biodiversidad (INBio). Santo Domingo de Heredia, Costa Rica. 174 pp.
9.	Morales, J. F. 2009, Orquídeas de Costa Rica/Orchids of Costa Rica. Vol. V. Editorial Instituto Nacional de Biodiversidad (INBio). Santo Domingo de Heredia, Costa Rica. 174 pp.
10.	Morales, J. F. 2009. Orquídeas de Costa Rica/Orchids of Costa Rica. Vol. I. Segunda edición. Editorial Instituto Nacional de Biodiversidad (INBio). Santo Domingo de Heredia, Costa Rica. 182 pp.
11.	Morales, J. F. 2009. Orquídeas de Costa Rica/Orchids of Costa Rica. Vol. II. Segunda edición. Editorial Instituto Nacional de Biodiversidad (INBio). Santo Domingo de Heredia, Costa Rica. 168 pp.
12.	Morales, J. F., M. Montero, A. Castillo & C. Rosas. 2012. Árboles y arbustos en el Valle Central, Costa Rica/Tress and shrubs in the Central Valley, Costa Rica. Editorial Instituto Nacional de Biodiversidad (INBio). Santo Domingo de Heredia, Costa Rica. 254 pp.
B1. Peer-reviewed Journals
1.	Morales, J. F. 1995. Evaluación del género Alstonia (Apocynaceae) en Centro América. Phytologia 78(3): 192-194.
2.	Morales, J. F. 1995. A new species of Forsteronia (Apocynaceae) from Costa Rica. Phytologia 78(3): 195-196.
3.	Morales, J. F. 1995. An evaluation of the Mandevilla boliviensis complex. Phytologia 78(3): 197-198.
4.	Morales, J. F. 1996. Novelties in Prestonia (Apocynaceae). Novon 6(3): 285-287.
5.	Morales, J. F. & Jimenez, Q. 1996. A new species of Mollinedia (Monimiaceae) from Costa Rica. Novon 6(4): 395-397.
6.	Grant, J. R. & Morales, J. F. 1996. Pitcairnia calcicola (Bromeliaceae), a new species from the tropical dry forest of Costa Rica. Novon 6(4): 366-369.
7.	Luteyn, J. L. & Morales, J. F. 1996. Four new species of Cavendishia (Ericaceae: Vaccinieae) from Costa Rica. Brittonia 48(4): 514-519.
8.	Morales, J. F. 1996. Una nueva especie de Tintinnabularia (Apocynaceae). Novon 6(4): 392-394.
9.	Morales, J. F. 1997. A synopsis of the genus Prestonia (Apocynaceae) section Tomentosae in Mesoamerica. Novon 7(1): 59-66.
10.	Morales, J. F. 1997. Three new taxa for the Flora of Costa Rica. Phytologia 81(5): 361-364.
11.	Morales, J. F. 1997. A reevaluation of Echites and Prestonia section Coalitae (Apocynaceae). Brittonia 49(3): 328-336.
12.	Morales, J. F. 1997. A synopsis of the genus Allomarkgrafia (Apocynaceae). Brittonia 49(3): 337-345.
13.	Morales, J. F. 1997 [1998]. A synopsis of the genus Macropharynx (Apocynaceae). Rhodora 99: 58-68.
14.	Morales, J. F. 1998. Synopsis del género Lacmellea (Apocynaceae) en Mesoamerica, con una nueva especie de Costa Rica. Novon 8: 259-262.
15.	Morales, J. F. 1998. Three new species and a new combination in Vallesia Apocynaceae). Novon 8: 263-264.
16.	Morales, J. F. 1998. A synopsis of the genus Mandevilla (Apocynaceae) in Mexico and Central America. Brittonia 50(2): 214-233.
17.	Morales, J. F. 1997 (1998) Una nueva especie y seis nuevas combinaciones en las Myrsinaceae de Costa Rica & Panama. Phytologia 83(2): 109-112.
18.	Morales, J. F. 1998. Salpinctes (Apocynaceae) is a synonym of Mandevilla. Novon 8: 429. 1998.
19.	Goetz, M. A., Hensens O., Zink. D., Borris R., Morales J. F. et al. 1998. Potent Nor-triterpenoid blockers of the Voltage-gated Potassium channel Kv 13 from Spachea correae (Malpighiaceae). Tetrahedron letters 39: 2895-2898.
20.	Morales, J. F. 1999. Hylaea (Apocynaceae-Apocynoideae), a new genus from South America. Novon 9: 83-85.
21.	Morales, J. F. 1999. A synopsis of the genus Odontadenia. Series of revisions of Apocynaceae XLV. Bull. Jard. Bot. Natl. Belg. 67(1–4): 381–477.
22.	Morales, J. F. 1999. A new species of Macoubea (Apocynaceae) from Mesoamerica. Novon 9: 86-88.
23.	Morales, J. F. 1999. Rhodocalyx (Apocynaceae), a new synonym of Prestonia. Novon 9: 89-91
24.	Morales, J. F. 1999. New species of Stemmadenia and Tabernaemontana (Apocynaceae) from Costa Rica, Panama and Colombia. Novon 9: 236-239.
25.	Morales, J. F. 1999. Miscelaneous notes in Temnadenia and Laubertia 	 (Apocynaceae). Novon 9: 240.
26.	Morales, J. F. 1999. Seis nuevas especies de Vriesea section Xiphion 	 (Bromeliaceae: Tillandsoideae) para Costa Rica. Novon 9: 401-406.
27.	Morales, J. F. 2002. Studies in Neotropical Apocynaceae I: A revision of the genus Laubertia. Rhodora 104: 170-186.
28.	Morales, J. F. 2002. Studies in Neotropical Apocynaceae II: A revision of the genus Fernaldia. Rhodora 104: 186-200.
29.	Morales, J. F. 2002. Novedades en el género Cupania (Sapindaceae) para Costa Rica. Polibotanica 14: 43-48.
30.	.Morales, J. F. 2003. Sinopsis del género Meliosma (Sabiaceae) en Costa Rica y Panamá, con 3 nuevas especies. Sida 20: 931-943.
31.	Morales, J. F. 2003. Nuevas combinaciones y un nuevo nombre en las Bromeliaceas de Costa Rica. Polibotanica 15: 100-103. 2003.
32.	Morales, J. F. 2003. A new species of Paullinia (Sapindaceae) from Costa Rica. Brittonia 55: 173-175.
33.	Morales, J. F. 2003. New combinations in Werauhia (Bromeliaceae) from Costa Rica. Lundiana 4(1): 65.
34.	Morales, J. F. & E. Alfaro. 2003. Tillandsia guatemalensis (Bromeliaceae) un registro nuevo en la Flora de Costa Rica. Lankesteriana 8: 5-6.
35.	Morales, J. F. 2003. Studies in Neotropical Apocynaceae III: A revision of the genus Secondatia, with discussion of generic classification. Candollea 58(2): 305-319.
36.	Morales, J. F. 2004. Sinopsis del género Gibsoniothamnus (Schlegeliaceae) en Costa Rica con una nueva especie. Lankesteriana 4(1): 1-4
37.	Morales, J. F. 2004. Estudios en las Apocynaceae Neotropicales IV: Notas taxonómicas en Prestonia, con una nueva especie de Ecuador. Sida 21: 159-163.
38.	Morales, J. F. & J. K. Williams. 2004. Allotoonia, a new Mesoamerican genus of Apocynaceae based on a subgeneric segregate of Echites. Sida 21: 133-158.
39.	Morales, J. F. & A. Fuentes. 2004. Estudios en las Apocynaceae Neotropicales V: una nueva especie, nuevos reportes y nueva sinonimia en las Apocynaceae de Bolivia. Sida 21: 21(1): 165-174.
40.	Morales, J. F. 2004. Estudios en las Apocynaceae Neotropicales VII: Novedades taxonómicas en Prestonia (Apocynaceae, Apocynoideae) para Colombia y Ecuador, con comentarios sobre el grado de lobulacion del nectario. Candollea 59(1): 159-165.
41.	Morales, J. F. & A. Fuentes. 2004. Estudios en las Apocynaceae Neotropicales VIII: nuevas especies de Mandevilla para Perú y Bolivia, con notas sobre la morfología floral en corolas infundibuliformes. Candollea 59(1): 167-174.
42.	Morales, J. F. & L. González. 2004. Una nueva especie de Struthanthus (Loranthaceae) para Costa Rica. Sida 21: 97-102.
43.	Morales, J. F. 2004. Estudios en las Apocynaceae Neotropicales VI: Una nueva especie de Prestonia (Apocynaceae, Apocynoideae) para Brasil. Acta Amazónica 34(4): 669-670.
44.	Morales, J. F. 2005. Nuevas especies de Weinmannia (Cunoniaceae) para Costa Rica y Colombia. Novon 15(3): 327-331.
45.	Morales, J. F. 2005. Una nueva especie de Werauhia (Bromeliaceae) para Costa Rica. Novon 15(3): 332-334.
46.	Morales, J. F. & A. Rodríguez. 2005. Sinopsis del género Sphyrospermum (Ericaceae) en Costa Rica, con una nueva especie. Novon 15(2): 335-337.
47.	Morales, J. F. 2005. Estudios en las Apocynaceae Neotropicales IX: Mandevilla antioquiana sp. nov. y lectotipificacion de Echites comosa Kuntze. Anales del Jardín Botánico de Madrid 62(1): 65-68.
48.	Morales, J. F. 2005. Estudios en las Apocynaceae Neotropicales X: definición de la verdadera identidad de M. leptophylla (A. DC.) K. Schum., con la descripción de dos nuevas especies y una nueva combinación de Mandevilla (Apocynoideae, Mesechiteae) para Sur América. Sida 21(3): 1535-1548.
49.	Morales, J. F. 2005. Estudios en las Apocynaceae Neotropicales XI: una nueva especie de Mandevilla (Apocynoideae, Mesechiteae) para Sur América, con un nuevo reporte para las Apocynaceae de Paraguay. Sida 21(3): 1549-1556.
50.	Morales, J. F. 2005. Estudios en las Apocynaceae Neotropicales XII: tres nuevas especies de Mandevilla (Apocynoideae, Mesechiteae) para Colombia. Candollea 60(1): 51-58.
51.	Morales, J. F. 2005. Estudios en las Apocynaceae Neotropicales XIII: revisión del género Temnadenia (Apocynoideae, Echiteae). Candollea 60(1): 207-231.
52.	Morales, J. F. & J. Williams. 2005. Una nueva combinación en el género Allotoonia (Apocynaceae, Apocynoideae, Echiteae). Lankesteriana 5(2): 119-120.
53.	Morales, J. F. 2005. Estudios en las Apocynaceae Neotropicales XIV: nuevas lectopificaciones en los géneros Hylaea J. F. Morales y Pentalinon Voigt (Apocynoideae, Echiteae). Lankesteriana 5(2): 159-160.
54.	Morales, J. F. 2005. Estudios en las Apocynaceae Neotropicales XV: Sinopsis del género Thoreauea (Apocynoideae, Echiteae), con una nueva especie de Veracruz, Mexico. Brittonia 57(3): 258-263.
55.	Morales, J. F. 2005. Estudios en las Apocynaceae Neotropicales XVI: Una nueva combinación en Mandevilla para Sur América. Novon 15(3): 452-454.
56.	Morales, J. F. 2005. Estudios en las Apocynaceae Neotropicales XVII: Una revisión del género Galactophora Woodson (Apocynaceae, Apocynoideae). Sida 22: 2053-2079.
57.	Morales, J. F. 2005. Estudios en las Apocynaceae Neotropicales XVIII: dos nuevas especies de Mandevilla (Apocynoideae, Mesechiteae) para Brasil. Darwiniana 43: 84-89.
58.	Morales, J. F. 2005. Estudios en las Apocynaceae Neotropicales XIX: la familia Apocynaceae s. s.tr. (Apocynoideae y Rauvolfioideae) de Costa Rica. Darwiniana 43: 90-191.
59.	Morales, J. F. 2005. Estudios en las Apocynaceae Neotropicales XX: Monografía del géneros Peltastes (Apocynoideae, Echiteae), con una sinopsis de Stipecoma (Apocynoideae, Echiteae). Candollea 60(2): 289-334.
60.	Morales, J. F. 2005. Estudios en las Apocynaceae Neotropicales XXI: una nueva combinación y lectotipificaciones misceláneas en Mandevilla (Apocynoideae, Mesechiteae) para Ecuador y Perú, con la clarificacion de la verdadera identidad de M. riparia (Kunth) Woodson. Revista Acad. Colomb. Ci. Exact. 29(110): 43-47.
61.	Morales, J. F. & M. Méndez. 2005. Estudios en las Apocynaceae Neotropicales XXII: Nuevos realineamientos taxonómicos en el género Stemmadenia (Apocynaceae, Rauvolfioideae, Tabernaemontaneae. Candollea 60(2): 345-371.
62.	Morales, J. F. 2006. Estudios en las Apocynaceae Neotropicales XXIII: una nueva especie de Mandevilla (Apocynoideae, Mesechiteae) y nuevos reportes en las Apocynaceae (Apocynoideae, Rauvolfioideae) de Colombia. Anales del Jardín Botánico de Madrid 63(1): 51-54.
63.	Morales, J. F. 2006. Estudios en las Apocynaceae Neotropicales XXIV: Bahiella (Apocynoideae: Echiteae) un desapercibido género endémico de Bahía, Brasil. Sida 22(1): 333-353.
64.	Morales, J. F. 2006. Estudios en las Apocynaceae Neotropicales XXV: novedades y nuevos reportes en las Apocynaceae (Apocynoideae, Rauvolfioideae) de Venezuela. Sida 22(1): 355-365.
65.	Morales, J. F. 2006. Estudios en las Apocynaceae Neotropicales XXVI: Una monografía del género Mesechites (Apocynoideae, Mesechiteae. Candollea 61(1): 215-277.
66.	Rodríguez, A. & J. F. Morales. 2006. El género Gonocalyx (Ericaceae) en Costa Rica, con una nueva especie. Novon 16(2): 263-266.
67.	Morales, J. F. & E. Alfaro. 2006. Clethra formosa (Clethraceae), una nueva especie de Costa Rica. Anales del Jardín Botánico de Madrid 63(1): 35-39.
68.	Morales, J. F. 2006. Estudios en las Apocynaceae Neotropicales XXVIII: la familia Apocynaceae (Apocynoideae, Rauvolfioideae) de El Salvador, Centroamérica. Darwiniana 44: 453-489.
69.	Morales, J. F. 2006. Novedades en las Proteaceae de Costa Rica. Darwiniana 44: 490-492.
70.	Morales, J. F. 2006 [2007]. Panopsis acostana (Proteaceae), una nueva especie del Pacífico sur de Costa Rica. Brenesia 66: 69-73.
71.	Morales, J. F. 2006 [2007]. Estudios en las Apocynaceae Neotropicales XXVII: lectotipificaciones misceláneas en el género Prestonia (Apocynoideae, Echiteae). Brenesia 66: 75-78.
72.	Morales, J. F. 2007. Una nueva especie de Connarus (Connaraceae) para Costa Rica. Rodriguezia 58(1): 45-48.
73.	Morales, J. F. 2007. Estudios en las Apocynaceae Neotropicales: nuevas especies de Lacmellea (Rauvolfioideae, Willughbeeae) para Sur América. Revista Bras. Bot. 30: 205-210.
74.	Morales, J. F. 2007. Estudios en las Apocynaceae Neotropicales XXIX: dos nuevas especies de Mandevilla (Apocynoideae, Mesechiteae) endémicas de Perú. Darwiniana 45: 77-88.
75.	Morales, J. F. 2007. Estudios en las Apocynaceae Neotropicales XXX: tres nuevas especies andinas de Mandevilla (Apocynoideae, Mesechiteae). J. Bot. Res. Inst. Texas 1(2): 853-857.
76.	Morales, J. F. 2007. Estudios en las Apocynaceae Neotropicales XXXI: el complejo de Mandevilla hirsuta y cuatro nuevas especies. J. Bot. Res. Inst. Texas 1(2): 859-869.
77.	Morales, J. F. 2007. Estudios en las Apocynaceae Neotropicales XXXII: tres nuevas especies de Prestonia (Apocynoideae, Echiteae) para Sur América Anales Jard. Bot. Madrid 64: 147-154.
78.	Morales, J. F. 2007. Estudios en las Apocynaceae Neotropicales XXXIII: nueva sinonimia y lectotipificaciones en especies amazónicas del género Mandevilla Lindl. Anales Jard. Bot. Madrid 64: 155-159.
79.	Morales, J. F. 2007. Estudios en las Apocynaceae Neotropicales XXXV: novedades nomenclaturales en el género Prestonia para Brasil (Apocynoideae, Echiteae). Darwiniana 45: 213-217.
80.	J. F. Morales & J. González. 2007. Buddleja filibracteolata (Buddlejaceae), una nueva especie para Costa Rica. Anales Jard. Bot. Madrid 64: 161-163.
81.	Morales, J. F. 2008. Estudios en las Apocynaceae Neotropicales XXXIV: Una nueva especie de Echites (Apocynoideae, Echiteae) para Costa Rica. Rodriguezia 59(1): 197-200.
82.	Morales, J. F., N. Zamora & B. Herrera. 2007. Análisis de la vegetación en la franja altitudinal de 800-1500 m.s.n.m. en la vertiente Pacífica del Parque Internacional La Amistad PILA , Costa Rica. Brenesia 68: 1-15.
83.	Menjivar, J., G. Ceren & J. F. Morales. 2008. Sinopsis del género Meliosma (Sabiaceae) en El Salvador. Anales del Jardín Botánico de Madrid 65(2): 389-392.
84.	Morales, J. F. & Q. Jimenez. 2009. Una nueva especie de Xylophragma (Bignoniaceae) de Costa Rica. Caldasia 31: 247-250.
85.	Morales, J. F. 2009. Novedades y notas misceláneas en las Bromeliaceae de Mesoamerica. Journal of Botanical Research Institute of Texas 3(1): 113-116.
86.	Morales, J. F. & A. Idarraga. 2009. Una nueva especie y notas misceláneas en el género Oreopanax (Araliaceae) en Centro América Journal of Botanical Research Institute of Texas 3(1): 117-122.
87.	Morales, J. F. 2009. La familia Apocynaceae (Apocynoideae, Rauvolfioideae) en Guatemala. Darwiniana 47: 140-184.
88.	Hansen, B. F. & J. F. Morales. 2009. Typifications in the genera Forsteronia and Laxoplumeria (Apocynaceae). Darwiniana 47: 227-228.
89.	Morales, J. F & G. Ceren. Una nueva combinación y nuevos registros para las Bromeliaceae de El Salvador. Darwiniana 47: 344-348.
90.	Morales, J. F.& M. H. Grayum. 2009. Mollineda máxima (Monimiaceae), un nuevo nombre para Mollinedia macrophylla. Darwiniana 47: 229-230.
91.	Morales, J. F. 2009. Estudios en las Apocynaceae Neotropicales XXXVI: Una nueva especie de Lacmellea (Apocynaceae, Rauvolfioideae) para Colombia. Novon 19: 482-484.
92.	Morales, J. F. 2009. Estudios en las Apocynaceae Neotropicales XXXVIII: Tres nuevas especies de Mandevilla (Apocynoideae, Mesechiteae) para Colombia y Venezuela. Journal of Botanical Research Institute of Texas 3: 565-571.
93.	Morales, J. F. 2009. Estudios en las Apocynaceae Neotropicales XXXVII: Monografía del género Rhabdadenia (Apocynoideae, Echiteae). Journal of Botanical Research Institute of Texas 3: 541-564.
94.	Morales, J. F. 2009. Estudios en las Apocynaceae Neotropicales XXXIX: revisión de las Apocynoideae y Rauvolfioideae de Honduras. Anales del Jardín Botánico de Madrid 66: 217-262.
95.	Morales, J. F. 2009. Una nueva especie y novedades nomenclaturales en el género Meliosma (Sabiaceae). Journal of Botanical Research Institute of Texas 3: 535-540.
96.	Morales, J. F. 2010. Estudios en las Apocynaceae neotropicales XL: sinopsis del género Prestonia (Apocynoideae, Echiteae) en Ecuador An. Jard. bot. Madr. 67(1): 13-21.
97.	Morales, J. F. 2010. Sinopsis del género Weinmannia (Cunoniaceae) en México y Centro América. An. Jard. bot. Madr. 67: 137–155.
98.	Morales, J. F. 2010. La familia Apocynaceae s. str. (Apocynoideae, Rauvolfioideae) en Uruguay. Darwiniana 48: 68-86.
99.	Fuentes Claros, A. F. & J. F. Morales. 2010. Prestonia leco, una especie nueva de Apocynaceae de los bosques montanos húmedos de Bolivia. Novon 20: 278–281.
100.	Souza-Silva, R. F., A. Rapini & J. F. Morales. 2010. Mandevilla catimbauensis (Apocynaceae), a new species from the semi-arid, Pernambuco, Brazil. Edinburgh Journal of Botany 67: 1-5.
101.	Morales, J. F. 2011. Studies in the Neotropical Apocynaceae XLI: A new species of Prestonia (Apocynoideae, Echiteae) from Peru and a key to the Peruvian species. Phytotaxa 29: 28–32.
102.	Morales, J. F. 2011. Estudios en las Apocynaceae Neotropicales XLII: sinopsis del género Mandevilla (Apocynoideae: Mesechiteae) en Colombia. J. Bot. Res. Inst. Texas 5: 521-543.
103.	Morales, J. F. 2011. Tres nuevas especies de Meliosma (Sabiaceae) para Costa Rica y Panamá. J. Bot. Res. Inst. Texas 5: 545-552.
104.	Morales, J. F. 2012. Nuevas especies de Sapotaceae para Costa Rica. Darwiniana 50(1): 107–113.
105.	Morales, J. F. 2013. Estudios en las Apocynaceae Neotropicales XLIII: sinopsis del género Allomarkgrafia (Apocynaceae, Apocynoideae) en Colombia. Journal of the Botanical Research Institute of Texas 7(1): 121-128.
106.	Morales, J. F. 2013. Estudios en las Apocynaceae Neotropicales XLIX: sinopsis de las Apocynaceae (Apocynoideae, Rauvolfioideae) de Chile. Darwiniana 1(1): 39-45.
107.	Morales, J.F. 2013. Sinopsis del género Meliosma en México y Centro América. Phytoneuron 2013-82: 1-86.
108.	Morales, J.F. 2013. Morales, J. F. 2013. Forchhammeria iltisii (Resedaceae), una nueva especie del bosque seco de Costa Rica. Phytoneuron 2013–85: 1–7.

B2. Peer-reviewed Journals (submitted papers, October 2013)

109.	Morales, J.F. Studies in the Neotropical Apocynaceae L: The genus Allamanda (Apocynaceae) in Colombia and a new combination. Submitted to Phytotaxa.
110.	Morales, J.F. Una nueva especie y notas en las Proteaceae de Costa Rica. Submitted to Darwiniana.

C. Books chapters (Mostly taxonomic treatments)

1.	Kastinger, C & J. F. Morales. 2001. Apocynaceae. In, A. Weber, W. Huber, A. Weissenhofer, N. Zamora & G. Zimmermann. An introductory Field Guide to the Flowering plants of the Golfo Dulce Rain Forest, Costa Rica. Stapfia 78: 175-179.
2.	Kastinger, C & J. F. Morales. 2001. Asclepiadaceae. In, A. Weber, W. Huber, A. Weissenhofer, N. Zamora & G. Zimmermann. An introductory Field Guide to the Flowering plants of the Golfo Dulce Rain Forest, Costa Rica. Stapfia 78: 182-184.
3.	Kastinger, C & J. F. Morales. 2001. Caricaceae. In, A. Weber, W. Huber, A. Weissenhofer, N. Zamora & G. Zimmermann. An introductory Field Guide to the Flowering plants of the Golfo Dulce Rain Forest, Costa Rica. Stapfia 78: 213-214.
4.	Kastinger, C & J. F. Morales. 2001. Oxalidaceae. In, A. Weber, W. Huber, A. Weissenhofer, N. Zamora & G. Zimmermann. An introductory Field Guide to the Flowering plants of the Golfo Dulce Rain Forest, Costa Rica. Stapfia 78: 360-361.
5.	Till, W. & J. F. Morales. 2001. Bromeliaceae. In, A. Weber, W. Huber, A. Weissenhofer, N. Zamora & G. Zimmermann. An introductory Field Guide to the Flowering plants of the Golfo Dulce Rain Forest, Costa Rica. Stapfia 78: 116-124.
6.	Zimmermann, G. & J. F. Morales. 2001. Apiaceae In, A. Weber, W. Huber, A. Weissenhofer, N. Zamora & G. Zimmermann. An introductory Field Guide to the Flowering plants of the Golfo Dulce Rain Forest, Costa Rica. Stapfia 78: 174-175.
7.	Zimmermann, G. & J. F. Morales. 2001. Araliaceae. In, A. Weber, W. Huber, A. Weissenhofer, N. Zamora & G. Zimmermann. An introductory Field Guide to the Flowering plants of the Golfo Dulce Rain Forest, Costa Rica. Stapfia 78: 180-181.
8.	Zimmermann, G. & J. F. Morales. 2001. Aristolochiaceae. In, A. Weber, W. Huber, A. Weissenhofer, N. Zamora & G. Zimmermann. An introductory Field Guide to the Flowering plants of the Golfo Dulce Rain Forest, Costa Rica. Stapfia 78: 181-182.
9.	Zimmermann, G. & J. F. Morales. 2001. Bignoniaceae. In, A. Weber, W. Huber, A. Weissenhofer, N. Zamora & G. Zimmermann. An introductory Field Guide to the Flowering plants of the Golfo Dulce Rain Forest, Costa Rica. Stapfia 78: 194-199.
10.	Zimmermann, G. & J. F. Morales. 2001. Cochlospermaceae. In, A. Weber, W. Huber, A. Weissenhofer, N. Zamora & G. Zimmermann. An introductory Field Guide to the Flowering plants of the Golfo Dulce Rain Forest, Costa Rica. Stapfia 78: 227.
11.	Zimmermann, G. & J. F. Morales. 2001. Crassulaceae. In, A. Weber, W. Huber, A. Weissenhofer, N. Zamora & G. Zimmermann. An introductory Field Guide to the Flowering plants of the Golfo Dulce Rain Forest, Costa Rica. Stapfia 78: 233.
12.	Zimmermann, G. & J. F. Morales. 2001. Juglandaceae. In, A. Weber, W. Huber, A. Weissenhofer, N. Zamora & G. Zimmermann. An introductory Field Guide to the Flowering plants of the Golfo Dulce Rain Forest, Costa Rica. Stapfia 78: 305.
13.	Zimmermann, G. & J. F. Morales. 2001. Lecythidaceae. In, A. Weber, W. Huber, A. Weissenhofer, N. Zamora & G. Zimmermann. An introductory Field Guide to the Flowering plants of the Golfo Dulce Rain Forest, Costa Rica. Stapfia 78: 310-312.
14.	Zimmermann, G. & J. F. Morales. 2001. Loranthaceae. In, A. Weber, W. Huber, A. Weissenhofer, N. Zamora & G. Zimmermann. An introductory Field Guide to the Flowering plants of the Golfo Dulce Rain Forest, Costa Rica. Stapfia 78: 315-317.
15.	Zimmermann, G. & J. F. Morales. 2001. Magnoliaceae. In, A. Weber, W. Huber, A. Weissenhofer, N. Zamora & G. Zimmermann. An introductory Field Guide to the Flowering plants of the Golfo Dulce Rain Forest, Costa Rica. Stapfia 78: 319.
16.	Zimmermann, G. & J. F. Morales. 2001. Myrsinaceae. In, A. Weber, W. Huber, A. Weissenhofer, N. Zamora & G. Zimmermann. An introductory Field Guide to the Flowering plants of the Golfo Dulce Rain Forest, Costa Rica. Stapfia 78: 348-350.
17.	Zimmermann, G. & J. F. Morales. 2001. Phytoloccaceae. In, A. Weber, W. Huber, A. Weissenhofer, N. Zamora & G. Zimmermann. An introductory Field Guide to the Flowering plants of the Golfo Dulce Rain Forest, Costa Rica. Stapfia 78: 364-365.
18.	Zimmermann, G. & J. F. Morales. 2001. Polygonaceae. In, A. Weber, W. Huber, A. Weissenhofer, N. Zamora & G. Zimmermann. An introductory Field Guide to the Flowering plants of the Golfo Dulce Rain Forest, Costa Rica. Stapfia 78: 370-371.
19.	Zimmermann, G. & J. F. Morales. 2001. Proteaceae. In, A. Weber, W. Huber, A. Weissenhofer, N. Zamora & G. Zimmermann. An introductory Field Guide to the Flowering plants of the Golfo Dulce Rain Forest, Costa Rica. Stapfia 78: 372-373.
20.	Zimmermann, G. & J. F. Morales. 2001. Sabiaceae. In, A. Weber, W. Huber, A. Weissenhofer, N. Zamora & G. Zimmermann. An introductory Field Guide to the Flowering plants of the Golfo Dulce Rain Forest, Costa Rica. Stapfia 78: 397-398.
21.	Zimmermann, G. & J. F. Morales. 2001. Sapindaceae. In, A. Weber, W. Huber, A. Weissenhofer, N. Zamora & G. Zimmermann. An introductory Field Guide to the Flowering plants of the Golfo Dulce Rain Forest, Costa Rica. Stapfia 78: 398-400.
22.	Zimmermann, G. & J. F. Morales. 2001. Ulmaceae. In, A. Weber, W. Huber, A. Weissenhofer, N. Zamora & G. Zimmermann. An introductory Field Guide to the Flowering plants of the Golfo Dulce Rain Forest, Costa Rica. Stapfia 78: 420-421.
23.	Zimmermann, G. & J. F. Morales. 2001. Viscaceae. In, A. Weber, W. Huber, A. Weissenhofer, N. Zamora & G. Zimmermann. An introductory Field Guide to the Flowering plants of the Golfo Dulce Rain Forest, Costa Rica. Stapfia 78: 428-429.
24.	Zimmermann, G. & J. F. Morales. 2001. Vitaceae. In, A. Weber, W. Huber, A. Weissenhofer, N. Zamora & G. Zimmermann. An introductory Field Guide to the Flowering plants of the Golfo Dulce Rain Forest, Costa Rica. Stapfia 78: 429-430.
25.	Zimmermann, G., J. F. Morales & N. Zamora. 2001. Clethraceae. In, A. Weber, W. Huber, A. Weissenhofer, N. Zamora & G. Zimmermann. An introductory Field Guide to the Flowering plants of the Golfo Dulce Rain Forest, Costa Rica. Stapfia 78: 222-223.
26.	Morales, J. F. 2003. Alstroemeriaceae. In, B. E. Hammel, M. Grayum, C. Herrera & N. Zamora (eds.) Manual of Plants of Costa Rica. vol. II. Monogr. Syst. Bot. Missouri Bot. Gard. 92: 1-677.
27.	Morales, J. F. 2003. Bromeliaceae. In, B. E. Hammel, M. Grayum, C. Herrera & N. Zamora (eds.) Manual of Plants of Costa Rica. vol. II. Monogr. Syst. Bot. Missouri Bot. Gard. 92: 1-677.
28.	Morales, J. F. 2003. Poaceae. In, B. E. Hammel, M. Grayum, C. Herrera & N. Zamora (eds.) Manual of Plants of Costa Rica. vol. III. Monogr. Syst. Bot. Missouri Bot. Gard. 93: 1-858.
29.	Morales, J. F. 2003. Smilacaceae. In, B. E. Hammel, M. Grayum, C. Herrera & N. Zamora (eds.) Manual of Plants of Costa Rica. vol. II. Monogr. Syst. Bot. Missouri Bot. Gard. 93: 1-858.
30.	Morales, J. F. 2007. Hydnoraceae. In, B. E. Hammel, M. Grayum, C. Herrera & N. Zamora (eds.) Manual of Plants of Costa Rica. vol. VI. Monogr. Syst. Bot. Missouri Bot. Gard. 111: 16-17.
31.	Morales, J. F. 2007. Hydrangeaceae. In, B. E. Hammel, M. Grayum, C. Herrera & N. Zamora (eds.) Manual of Plants of Costa Rica. vol. VI. Monogr. Syst. Bot. Missouri Bot. Gard. 111: 18-21.
32.	Morales, J. F. 2007. Juglandaceae. In, B. E. Hammel, M. Grayum, C. Herrera & N. Zamora (eds.) Manual of Plants of Costa Rica. vol. VI. Monogr. Syst. Bot. Missouri Bot. Gard. 111: 40-43.
33.	Morales, J. F. 2007. Lepidobotryaceae. In, B. E. Hammel, M. Grayum, C. Herrera & N. Zamora (eds.) Manual of Plants of Costa Rica. vol. VI. Monogr. Syst. Bot. Missouri Bot. Gard. 111:198-199.
34.	Morales, J. F. 2007. Loasaceae. In, B. E. Hammel, M. Grayum, C. Herrera & N. Zamora (eds.) Manual of Plants of Costa Rica. vol. VI. Monogr. Syst. Bot. Missouri Bot. Gard. 111: 202-206.
35.	Morales, J. F. 2007. Loranthaceae. In, B. E. Hammel, M. Grayum, C. Herrera & N. Zamora (eds.) Manual of Plants of Costa Rica. vol. VI. Monogr. Syst. Bot. Missouri Bot. Gard. 111: 218-235.
36.	Morales, J. F. 2007. Myricaceae. In, B. E. Hammel, M. Grayum, C. Herrera & N. Zamora (eds.) Manual of Plants of Costa Rica. vol. VI. Monogr. Syst. Bot. Missouri Bot. Gard. 111: 681-683.
37.	Morales, J. F. 2007. Myrsinaceae. In, B. E. Hammel, M. Grayum, C. Herrera & N. Zamora (eds.) Manual of Plants of Costa Rica. vol. VI. Monogr. Syst. Bot. Missouri Bot. Gard. 111: 692-727.
38.	Morales, J. F. 2007. Ochnaceae. In, B. E. Hammel, M. Grayum, C. Herrera & N. Zamora (eds.) Manual of Plants of Costa Rica. vol. VI. Monogr. Syst. Bot. Missouri Bot. Gard. 111: 805-813.
39.	Morales, J. F. 2007. Orobanchaceae. In, B. E. Hammel, M. Grayum, C. Herrera & N. Zamora (eds.) Manual of Plants of Costa Rica. vol. VI. Monogr. Syst. Bot. Missouri Bot. Gard. 111: 848-850.
40.	Morales, J. F. 2007. Oxalidaceae. In, B. E. Hammel, M. Grayum, C. Herrera & N. Zamora (eds.) Manual of Plants of Costa Rica. vol. VI. Monogr. Syst. Bot. Missouri Bot. Gard. 111: 851-858.
41.	Morales, J. F. 2007. Phytolaccaceae. In, B. E. Hammel, M. Grayum, C. Herrera & N. Zamora (eds.) Manual of Plants of Costa Rica. vol. VI. Monogr. Syst. Bot. Missouri Bot. Gard. 111: 894-902.
42.	Morales, J. F. 2010. Connaraceae. In, B. E. Hammel, M. Grayum, C. Herrera & N. Zamora (eds.) Manual of Plants of Costa Rica. vol. V. Monogr. Syst. Bot. Missouri Bot. Gard. 119: 65-71.
43.	Morales, J. F. 2010. Crassulaceae. In, B. E. Hammel, M. Grayum, C. Herrera & N. Zamora (eds.) Manual of Plants of Costa Rica. vol. V. Monogr. Syst. Bot. Missouri Bot. Gard. 119: 132-136.
44.	Morales, J. F. 2010. Cunoniaceae. In, B. E. Hammel, M. Grayum, C. Herrera & N. Zamora (eds.) Manual of Plants of Costa Rica. vol. V. Monogr. Syst. Bot. Missouri Bot. Gard. 119: 182-187.
45.	Morales, J. F. 2010. Fagaceae. In, B. E. Hammel, M. Grayum, C. Herrera & N. Zamora (eds.) Manual of Plants of Costa Rica. vol. V. Monogr. Syst. Bot. Missouri Bot. Gard. 119: 776-781.
46.	Morales, J. F. 2010. Geraniaceae. In, B. E. Hammel, M. Grayum, C. Herrera & N. Zamora (eds.) Manual of Plants of Costa Rica. vol. V. Monogr. Syst. Bot. Missouri Bot. Gard. 119: 840-843.
47.	Morales, J. F. 2010. Grossulariaceae. In, B. E. Hammel, M. Grayum, C. Herrera & N. Zamora (eds.) Manual of Plants of Costa Rica. vol. V. Monogr. Syst. Bot. Missouri Bot. Gard. 119: 931-934.
48.	Morales, J. F. 2010. Gunneraceae. In, B. E. Hammel, M. Grayum, C. Herrera & N. Zamora (eds.) Manual of Plants of Costa Rica. vol. V. Monogr. Syst. Bot. Missouri Bot. Gard. 119: 935-937.
49.	Morales, J. F. 2010. Allomarkgrafia. In, Davidse, G., M. Sousa Sánchez, S. Knapp & F. Chiang Cabrera. (eds.) 2009. Cucurbitaceae a Polemoniaceae. Fl. Mesoamer. 4(1): 666-667.
50.	Morales, J. F. 2010. Beaumontia. In, Davidse, G., M. Sousa Sánchez, S. Knapp & F. Chiang Cabrera. (eds.) 2009. Cucurbitaceae a Polemoniaceae. Fl. Mesoamer. 4(1): 671.
51.	Morales, J. F. 2010. Carissa. In, Davidse, G., M. Sousa Sánchez, S. Knapp & F. Chiang Cabrera. (eds.) 2009. Cucurbitaceae a Polemoniaceae. Fl. Mesoamer. 4(1): 671-672.
52.	Morales, J. F. 2010. Catharanthus. In, Davidse, G., M. Sousa Sánchez, S. Knapp & F. Chiang Cabrera. (eds.) 2009. Cucurbitaceae a Polemoniaceae. Fl. Mesoamer. 4(1): 672.
53.	Morales, J. F. 2010. Echites, In, Davidse, G., M. Sousa Sánchez, S. Knapp & F. Chiang Cabrera. (eds.) 2009. Cucurbitaceae a Polemoniaceae. Fl. Mesoamer. 4(1): 673-675.
54.	Morales, J. F. 2010. Fernaldia. In, Davidse, G., M. Sousa Sánchez, S. Knapp & F. Chiang Cabrera. (eds.) 2009. Cucurbitaceae a Polemoniaceae. Fl. Mesoamer. 4(1): 675.
55.	Morales, J. F. & B. F. Hansen. 2010. Forsteronia. In, Davidse, G., M. Sousa Sánchez, S. Knapp & F. Chiang Cabrera. (eds.) 2009. Cucurbitaceae a Polemoniaceae. Fl. Mesoamer. 4(1): 675-676.
56.	Morales, J. F. & J. L. Zarucchi. 2010. Lacmellea. In, Davidse, G., M. Sousa Sánchez, S. Knapp & F. Chiang Cabrera. (eds.) 2009. Cucurbitaceae a Polemoniaceae. Fl. Mesoamer. 4(1): 677-678.
57.	Morales, J. F. 2010. Laubertia. In, Davidse, G., M. Sousa Sánchez, S. Knapp & F. Chiang Cabrera. (eds.) 2009. Cucurbitaceae a Polemoniaceae. Fl. Mesoamer. 4(1): 678-679.
58.	Morales, J. F. 2010. Laxoplumeria. In, Davidse, G., M. Sousa Sánchez, S. Knapp & F. Chiang Cabrera. (eds.) 2009. Cucurbitaceae a Polemoniaceae. Fl. Mesoamer. 4(1): 679.
59.	Morales, J. F. 2010. Macropharynx. In, Davidse, G., M. Sousa Sánchez, S. Knapp & F. Chiang Cabrera. (eds.) 2009. Cucurbitaceae a Polemoniaceae. Fl. Mesoamer. 4(1): 680.
60.	Morales, J. F. 2010. Mandevilla. In, Davidse, G., M. Sousa Sánchez, S. Knapp & F. Chiang Cabrera. (eds.) 2009. Cucurbitaceae a Polemoniaceae. Fl. Mesoamer. 4(1): 681-683.
61.	Morales, J. F. 2010. Mesechites. In, Davidse, G., M. Sousa Sánchez, S. Knapp & F. Chiang Cabrera. (eds.) 2009. Cucurbitaceae a Polemoniaceae. Fl. Mesoamer. 4(1): 683-684.
62.	Morales, J. F. 2010. Mortoniella. In, Davidse, G., M. Sousa Sánchez, S. Knapp & F. Chiang Cabrera. (eds.) 2009. Cucurbitaceae a Polemoniaceae. Fl. Mesoamer. 4(1): 684.
63.	Morales, J. F. 2010. Nerium. In, Davidse, G., M. Sousa Sánchez, S. Knapp & F. Chiang Cabrera. (eds.) 2009. Cucurbitaceae a Polemoniaceae. Fl. Mesoamer. 4(1): 684.
64.	Morales, J. F. 2010. Odontadenia. In, Davidse, G., M. Sousa Sánchez, S. Knapp & F. Chiang Cabrera. (eds.) 2009. Cucurbitaceae a Polemoniaceae. Fl. Mesoamer. 4(1): 684-685.
65.	Morales, J. F. 2010. Peltastes. In, Davidse, G., M. Sousa Sánchez, S. Knapp & F. Chiang Cabrera. (eds.) 2009. Cucurbitaceae a Polemoniaceae. Fl. Mesoamer. 4(1): 685-686.
66.	Morales, J. F. 2010. Pentalinon. In, Davidse, G., M. Sousa Sánchez, S. Knapp & F. Chiang Cabrera. (eds.) 2009. Cucurbitaceae a Polemoniaceae. Fl. Mesoamer. 4(1): 686.
67.	Morales, J. F. & B. F. Hansen. 2010. Pinochia. In, Davidse, G., M. Sousa Sánchez, S. Knapp & F. Chiang Cabrera. (eds.) 2009. Cucurbitaceae a Polemoniaceae. Fl. Mesoamer. 4(1): 686-687.
68.	Morales, J. F. 2010. Prestonia. In, Davidse, G., M. Sousa Sánchez, S. Knapp & F. Chiang Cabrera. (eds.) 2009. Cucurbitaceae a Polemoniaceae. Fl. Mesoamer. 4(1): 688-692.
69.	Morales, J. F. 2010. Rauvolfia. In, Davidse, G., M. Sousa Sánchez, S. Knapp & F. Chiang Cabrera. (eds.) 2009. Cucurbitaceae a Polemoniaceae. Fl. Mesoamer. 4(1): 693-694.
70.	Morales, J. F. 2010. Rhabdadenia. In, Davidse, G., M. Sousa Sánchez, S. Knapp & F. Chiang Cabrera. (eds.) 2009. Cucurbitaceae a Polemoniaceae. Fl. Mesoamer. 4(1): 694-695.
71.	Morales, J. F. 2010. Stemmadenia. In, Davidse, G., M. Sousa Sánchez, S. Knapp & F. Chiang Cabrera. (eds.) 2009. Cucurbitaceae a Polemoniaceae. Fl. Mesoamer. 4(1): 695-698.
72.	Morales, J. F. 2010. Tabernaemontana. In, Davidse, G., M. Sousa Sánchez, S. Knapp & F. Chiang Cabrera. (eds.) 2009. Cucurbitaceae a Polemoniaceae. Fl. Mesoamer. 4(1): 698-700.
73.	Morales, J. F. & J. K. Williams. 2010. Thenardia. In, Davidse, G., M. Sousa Sánchez, S. Knapp & F. Chiang Cabrera. (eds.) 2009. Cucurbitaceae a Polemoniaceae. Fl. Mesoamer. 4(1): 700.
74.	Morales, J. F. 2010. Tintinnabularia. In, Davidse, G., M. Sousa Sánchez, S. Knapp & F. Chiang Cabrera. (eds.) 2009. Cucurbitaceae a Polemoniaceae. Fl. Mesoamer. 4(1): 701.

D. Scientific Editor (books)
1.	Abrego, T. & K. Noris. 2009. In, J. F. Morales (ed.), Semillas y frutos de uso artesanal de Panamá. Editorial Instituto Nacional de Biodiversidad (INBio). Santo Domingo de Heredia, Costa Rica. 108 pp
2.	Chizmar, C. et al. 2009. In, J. F. Morales (ed.), Plantas comestibles de Centroamérica. Editorial Instituto Nacional de Biodiversidad (INBio). Santo Domingo de Heredia, Costa Rica. 358 pp
3.	Chizmar, C., A. Modestin & M. Correa. 2009. In, J. F. Morales (ed.), Plantas de Uso Folclórico, Artesanal y Tradicional en Panamá. Editorial Instituto Nacional de Biodiversidad (INBio). Santo Domingo de Heredia, Costa Rica. 127 pp.
4.	Correa, M., M. Stapf, A. de Sedas, F. Hernández & R. Carranza. 2010. In, J. F. Morales (ed.), Árboles y arbustos del parque natural Metropolitano. Editorial Instituto Nacional de Biodiversidad (INBio). Santo Domingo de Heredia, Costa Rica. 112 pp
5.	De Sedas, A. 2010. In, J. F. Morales (ed.), Guía de árboles y arbustos del campus Dr. Octavio Mendez Pereira, Universidad de Panamá. 2008. Editorial Instituto Nacional de Biodiversidad (INBio). Santo Domingo de Heredia, Costa Rica. 162 pp.
```
Lectures and talks
```

1.	2013. Lecture “The genus Mandevilla (Apocynaceae, Apocynoideae) in the neotropics: diversity, endemism and climatic change) VII Colombian Congress of Botany, Ibague, Tolima, Colombia
2.	2010. Lecture “Systematics and taxonomy of the tribe Mesechiteae, with emphasis in Mandevilla (Apocynaceae)”. Zurich University, Switzerland (Symposium)
3.	2010. Talk. Sistematics of Apocynoideae (Echiteae, Meechiteae). Apocynaceae Workshop. Phylogeny and evolutionary aspects of Rauvolfioideae, Leuven, Belgium (Symposium)
4.	2010. Lecture “Preparing Apocynaceae fo the Flora Mesoamericana Project”. Presentation Volumen 4, Flora Mesoamericana. Mexico City, Mexico (Symposium)
5.	2009. Talk “Orchids of Costa Rica: an overview”. Talk for The Triad Orchid Society (Greensboro), The Triangle Orchid Society (Durham), Sandhills Orchid Society (Fayetteville), Cape Fear Orchid Society (Wilmington)], North Carolina, United States (Symposium)
6.	2009. Lecture “Diversity of the genus Mandevilla (Apocynaceae) in the Neotropics, with emphasis in Brazil” 60 Brasilian Congress of Botany. Feira de Santana, Bahia, Brasil (Symposium)
7.	2009. 60 Brasilian Congress of Botany (participant). Apocynaceae s.s. Feira de Santana, Bahia, Brasil (Symposium)
8.	2008. Lecture “Biodiversity and Sustainable development in the Neotropics: the Costa Rica experience”. Universidad Federal do Pernambuco, Recife, Brasil (Symposium)
9.	2008. Course “Taxonomy, cladistics, and scientific papers.”. Norwegian Agency for Development Cooperation (NORAD). San Salvador, El Salvador. (Symposium)
10.	2006. Symposium (participant) “Internacional MAPs Conservation through Sustainable Harvesting”, Santiago de Chile, Chile (Symposium)
11.	2005. Talk “ Preparing the monograph of Mandevilla (Apocynaceae), San Marcos University, Lima, Peru. (Symposium)
12.	2004. Talk “Introduction to the costarican Flora”. Instituto Nacional de Biodiversidad, Santo Domingo, Heredia, Costa Rica (Symposium)
13.	2002. VIII Latinoamerican Congress of Botany (participant). Cartagena de Indias, Atlántico, Colombia (Congress)
14.	1999. Talk “Introduction to the costarican Flora”. Instituto Nacional de Biodiversidad, Santo Domingo, Heredia, Costa Rica (Symposium)
15.	1997. Talk “Bromeliaceae”. Lankester Botanical Garden, Cartago, Costa Rica (Symposium)
16.	1996. Talk “Introduction to the Flora of Chirripo”. Instituto Nacional de Biodiversidad (INBio), Santo Domingo, Heredia, Costa Rica (Symposium)